# Walter Rühland
Walter Rühland (né le 1er mai 1905 à Goslar, mort le 29 janvier 1967 à Schliersee) est un ingénieur du son allemand.

## Biographie
Il suit d'abord une formation d'électricien et travaille pour Siemens dans le monde du cinéma. Il devient ingénieur du son en 1929. Il participe à de grandes productions et quelques films d'auteurs comme Helmut Käutner, Rudolf Jugert ou Kurt Hoffmann.
Après la Seconde Guerre mondiale, Walter Rühland travaille sur des films tournés à Munich et en Bavière. Il meurt lors du tournage de la série télévisée Le comte Yoster a bien l'honneur. Rühland a participé à environ 150 films.

## Filmographie sélective
- 1929 : Der weiße Teufel
- 1930 : Der Tanz ins Glück
- 1930 : Lumpenball
- 1930 : Der Weg nach Rio
- 1931 : Täter gesucht
- 1931 : Salto Mortale
- 1932 : Der Orlow
- 1932 : Der weiße Dämon
- 1932 : Lachende Erben
- 1933 : Kind, ich freu’ mich auf Dein Kommen
- 1934 : Rêve éternel
- 1934: Pechmarie
- 1935: Der Klosterjäger
- 1935: Leichte Kavallerie
- 1936: Waldwinter
- 1936: Inkognito
- 1937: Das große Abenteuer
- 1938: L'Entraîneuse
- 1938: Fille d'Ève
- 1939: L'Océan en feu
- 1939: Nuits de Vienne
- 1940: Cora Terry (de)
- 1940: L'Épreuve du temps
- 1941: Friedemann Bach
- 1941: La Danse avec l'empereur
- 1942: Le Démon de la danse
- 1943: Le Chant de la métropole
- 1945: Le Cas Molander (inachevé)
- 1947: Entre hier et demain
- 1947: Film sans titre
- 1948: L'Homme à l'étoile changeante
- 1948 : Der Apfel ist ab
- 1949 : Hallo, Fräulein!
- 1949 : Das Tor zum Paradies
- 1949 : Königskinder
- 1950 : Der Geigenmacher von Mittenwald
- 1951 : Les Amants tourmentés
- 1952 : Le Diable fait le troisième
- 1952 : Illusion in Moll
- 1953 : Le Tigre de Colombo
- 1953 : Rummelplatz der Liebe
- 1954 : Frühlingslied
- 1954 : Feu magique
- 1956 : Kitty ou Une sacrée conférence
- 1957 : L'Auberge du Spessart
- 1958 : Wir Wunderkinder
- 1959 : Pris au piège
- 1959 : Das schöne Abenteuer
- 1959 : Ein Mann geht durch die Wand
- 1960 : Mein Schulfreund
- 1960 : Fais ta valise Sherlock Holmes
- 1960 : The Big Show
- 1961 : Max, der Taschendieb
- 1962 : Er kann’s nicht lassen
- 1962 : Bataille de polochons
- 1962 : Capitaine Sinbad
- 1963 : Meine Tochter und ich
- 1964 : Situation désespérée, mais pas sérieuse
- 1964 : On murmure dans la ville

## Source de la traduction
- (de) Cet article est partiellement ou en totalité issu de l’article de Wikipédia en allemand intitulé « Walter Rühland » (voir la liste des auteurs).